# 圣迪迪耶 (汝拉省)
圣迪迪耶（法語：Saint-Didier，法語發音：[sɛ̃ didje]）是法国汝拉省的一个市镇，位于该省中西部，属于隆斯勒索涅区。

## 地理
圣迪迪耶（46°42'31"N, 5°30'37"E）面积3.02 平方千米，位于法国勃艮第-弗朗什-孔泰大區汝拉省，该省份为法国东部内陆省份，北起上索恩省，西北接科多尔省，西临索恩-卢瓦尔省，南至安省，东与杜省和瑞士接壤。
与圣迪迪耶接壤的市镇（或旧市镇、城区）包括：塞耶河畔吕费、莱图瓦勒、蒙莫罗。

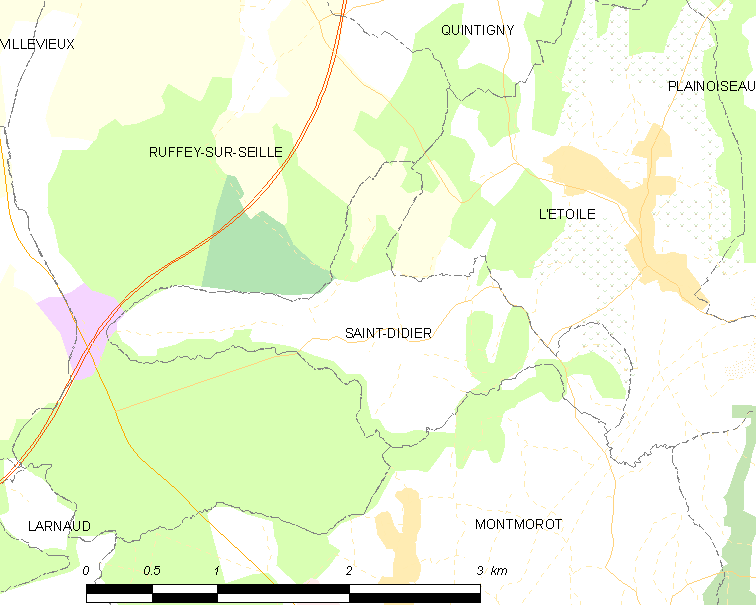
的OSM定位图

圣迪迪耶的时区为UTC+01:00、UTC+02:00（夏令时）。

## 行政
圣迪迪耶的邮政编码为39570，INSEE市镇编码为39480。

## 政治
圣迪迪耶所属的省级选区为隆斯勒索涅第一县。

## 人口

1962-2008年间人口变化图示

圣迪迪耶于2022年1月1日时的人口数量为277人。